# Nervilia ballii
Nervilia ballii är en orkidéart som beskrevs av Graham Williamson. Nervilia ballii ingår i släktet Nervilia och familjen orkidéer. Inga underarter finns listade i Catalogue of Life.